# Viola mongolica
Viola mongolica är en violväxtart som beskrevs av Adrien René Franchet. Viola mongolica ingår i släktet violer, och familjen violväxter. Inga underarter finns listade i Catalogue of Life.